# Sei note in logica
Sei note in logica è il secondo album di Roberto Cacciapaglia per voci, orchestra e computer, pubblicato dalla Philips nell'esecuzione dell'Ensemble Garbarino nel 1978. Nel disco l'autore prende sei note e le suona in tutte le combinazioni possibili.

## Tracce
1. Sei note in logica - parte 1
2. Sei note in logica - parte 2